# Conomorphus pilosus
Conomorphus pilosus es una especie de coleóptero de la familia Mycteridae.

## Distribución geográfica
Habita en Guatemala y Brasil.